# 야곱 신부의 편지
야곱 신부의 편지(핀란드어: Postia pappi Jaakobille)는 2009년에 개봉한 핀란드의 드라마 영화이다.
2022년 헬싱긴 사노마트 독자 투표에서 이 영화는 "21세기 가장 감동적인 핀란드 영화"로 선정되었다.

## 줄거리
1970년대 초, 과거 범죄자였던 레일라는 사면을 받고 시골의 외딴 지역에 사는 눈먼 야곱 신부의 조수가 된다. 레일라는 처음에는 불신에 가득 찬 태도로 야곱 신부에게 편지를 읽어주는 단순한 업무를 수행하지만, 점차 신부에게 마음을 열고 그를 이해하게 된다. 외부와의 유일한 소통 창구였던 편지가 어느 순간 끊기자 절망에 빠진 야곱 신부를 보며, 레일라는 그를 보살피고 절망에서 구원하고자 노력하며 스스로 변화해 간다. 이 영화는 편지를 매개로 불신과 냉소로 가득했던 레일라가 타인에 대한 연민과 사랑을 배워가는 과정을 섬세하게 그려내고 있다.

## 캐스팅
- 카리나 하자르드 - 레일라(Leila) 역
- 헤이키 노우시아이넨 - 야곱 신부(pappi Jaakob) 역
- 유카 케이노넨 - 우편배달부 역
- 에스코 로이네 - 교도소장 역